# Svatopetrský potok
Der Svatopetrský potok (deutsch: Grundwasser) ist ein linker Zufluss der Elbe (tschechisch: Labe) im tschechischen Teil des Riesengebirges.

## Lage und Verlauf
Der Svatopetrský potok entspringt am Südhang des Hochwiesenbergs (tschechisch: Luční hora), der im Osten gemeinsam mit dem Nordhang des Plattenbergs (tschechisch: Zadní Planina) den Abschluss des Trogtals bildet, welches vom Bett des kleinen Flusses geprägt ist.
Nach einem Gefälle von über 300 Metern auf etwas mehr als dem ersten Kilometer windet sich der Bach im Uhrzeigersinn um den Südwesthang der Eisenkoppe (tschechisch: Železná hora), einem Vorgipfel des Hochwiesenbergs, der nicht mit dem Eisenberg (tschechisch: Železný vrch) am Ende des Ziegenrückens (tschechisch: Kozí hřbety) verwechselt werden sollte. Anschließend ändert er die Drehrichtung und bringt mit dem Umfließen des Heuschober-Nordhangs eine s-förmige Flussschleife zustande. Bevor er in die Elbe mündet und ein zweites S beschreibt, ändert er wieder die Richtung am 876 Meter hohen Kohlbusch (tschechisch: Kohlova houština), einem Hügel, der gern zum Rodeln genutzt wird.
Das gesamte Tal ist immer wieder von Naturgewalten bedroht. Häufig kommt es zu verheerenden Hochwassern, wenn der Bach den Zustrom aus den umliegenden Bergen nicht aufnehmen kann. Während der kalten Jahreszeit besteht außerdem die Gefahr von Lawinenabgängen. Ihre Bahnen werden im Winter und Frühling genauestens beobachtet, um bei Bedarf mit Hilfe von gezielten Sprengungen größere Schäden zu verhindern. Wie das Wasser nehmen sie denselben Weg über die zahlreichen Gräben und Seitentäler.
Die Wichtigsten sind in Fließrichtung, von rechts kommend:

Pramenný důl (deutsch: Winkelschober) mit dem Bach Pramenný potok,
Lovecký důl mit dem Bach Lovčí potok (übersetzt: Jägerbach, deutsch: Hohle Grundwasser) und
Hrazený důl mit dem Bach Hrazený potok, dessen Tal „Grüner Grund“, oder zeitweise wie auch das Haupttal, „Klausengrund“  genannt wurde.
Von links münden die Gräben Vojenský žlab und Příkrý žlab am Nordhang des Plattenbergs ein.
Die folgenden kleineren Gräben entwässern allesamt die nördlichen Hänge des Heuschobers. Es sind dies
Borůvková strouha (deutsch: Beerhübelgraben),

Hluboký strouha (deutsch: Tiefer Graben),
Krátký strouha (deutsch: Kleiner Graben),
Černý strouha (deutsch: Schwarzer Graben) und
Vysoký strouha (deutsch: Hoher Graben).
Zuletzt kommt noch Mumlavý strouha (deutsch: Murmelgraben), am Nordosthang des Bergs Hromovka (deutsch: Tannenstein, 1031 m) hinzu.
Leider kam es im Zuge der erzwungenen Umbenennung vieler ursprünglich deutscher Ortsnamen nach 1945 zu zahlreichen Ungereimtheiten, Verwechslungen und gänzlicher Beseitigung von Bezeichnungen. Das nebenstehende Höhenprofil kann auf Commons auch mit deutschen Namen erzeugt werden.

## Hydrologie
Gewässerkundlich genau genommen, ist der Gebirgsbach eigentlich der erste linke Zufluss der Elbe, denn die Bílé Labe (deutsch: Weißwasser) entspringt nicht nur höher, sondern ist auch länger als der von rechts kommende namensgebende Elbbach. Anders als diese beiden Quellflüsse der Elbe gehört der Svatopetrský potok nicht zu den sieben oder elf Brunnen der Elbe.
Wie bereits gesagt, liegt die Quelle südlich unterhalb des Hochwiesenbergs. Genauer knapp 200 m nördlich der Bergbaude Chata Výrovka auf einer Höhe von etwa 1390 Metern. Von hier und dem benachbarten Plattenberg bezieht er einen Großteil seines Wassers. Wie auch die parallel fließende Weißwasser sind es außerdem die Niederschläge, die der Untergrund am lang gestreckten Ziegenrücken kaum zu speichern in der Lage ist, die ihn weiter anwachsen lassen. Hinzu kommen Regen und Schmelzwasser, das in eher kleinere Bächlein gefasst, an den nördlichen Hängen des Heuschobers (tschechisch: Stoh) hinab rinnt.

## Namen
Der Bach trug im Laufe der Zeit verschiedene Namen, die oft mit dessen Nutzung in Verbindung standen. Prägend war dabei vor allem die deutsche Sprache. Das Tal selbst wird auf Tschechisch „Dlouhý důl“ genannt, auf Deutsch „Peters langer Grund“, kurz „Langer Grund“ und in früheren Zeiten gelegentlich auch Klausengrund oder Klausengraben.
Als man im 16. Jahrhundert erstmals Kupfer- und Silbererze abbaute, wurde Seife als Begriff für eine Lagerstätte ein häufiger Namensbestandteil, wie z. B. Elbseifen für den Elbbach oder hier im Namen „Peterseifen“.
Nachdem der Bergbau zu einem vorübergehenden Erliegen gekommen war und die Forstwirtschaft größere Bedeutung gewonnen hatte, erhielt er den Namen „Klausenwasser“. Dies stand im Zusammenhang mit einer so genannten Klause, einem Wehr, das man zum Aufstauen des Gewässers am Oberlauf errichtet hatte und zum Triften des Holzeinschlags benutzte.
Später kam ein neuer Name in Mode. Bis zur Einmündung des heutigen „Pramenný potok“, der damals „Kleines Grundwasser“ zur Unterscheidung genannt wurde, hieß der Quellbach „Großes Grundwasser“. Nach dem Zusammenfluss wurde nur noch vom „Grundwasser“ gesprochen. Der „Bach des heiligen Peter“, so die wörtliche Übersetzung, wird in Spindlermühle auch häufig als „Dolský potok“ bezeichnet, das im Vergleich mit ähnlichen Ortsnamen etwa „Grundbach“ bedeutet; also wie bei vielen Benennungen in der Region, sehr nahe am deutschen Begriff ist.

## Tourismus und Naturschutz
Der Bach liegt im unteren Teil nicht mehr auf dem Gebiet des Nationalparks Krkonošský národní park (KRNAP), doch hat ihn die Verwaltung in die Liste der Zuchtbäche aufgenommen. In diesen Gewässern darf grundsätzlich nicht geangelt werden, denn sie dienen zur Vermehrung verschiedener gefährdeter Fischarten. Im oberen Teil ist auf die strengen Naturschutzbestimmungen zu achten, die unter anderem das Verlassen der Wege unter Strafe stellt.
▬ – Ein grün markierter Wanderweg führt dicht am Bachlauf entlang. Sein flacher Abschnitt auf dem Gebiet des „Skiareál Sv. Petr“ wird im Winter als Loipe genutzt, die höher gelegenen Bereiche sind dann oft wegen Lawinengefahr gesperrt. Im Sommer ist es möglich, zur Chata Výrovka zu wandern. Die Baude, die früher auch den Namen „Tannenbaude“ trug, ist selbst heute noch auch als „Geiergucke“ bekannt, weil hier die Zöllner, im Volksmund sprichwörtlich redensartlich „Geier“ genannt, den Schmugglern auflauerten.

## Umgebung
Im oberen Teil des Tals, am Ende der so genannten „Červenka-Mulde“, ist gut sichtbar ein symbolischer Grabhügel aus Steinen aufgeschichtet (1080 m). Es ist das Denkmal für den tschechoslowakischen Slalom-Skiläufer Oldřich Červenka, der hier am 2. 3. 1951 während einer Trainingsfahrt in einer Lawine den Tod fand. Zum Unglückszeitpunkt trug der steil in den Langen Grund abfallende Graben noch keinen tschechischen Namen und die deutsche Ortsbezeichnung „Winkelschober“ war nur noch wenigen bekannt. Daher setzte sich schnell der Begriff „Červinkově muldě“ durch. Den erst später erfundenen offiziellen Namen „Pramenný důl“ (übersetzt: Quellgrund) verwendet eigentlich niemand.

### Bilder

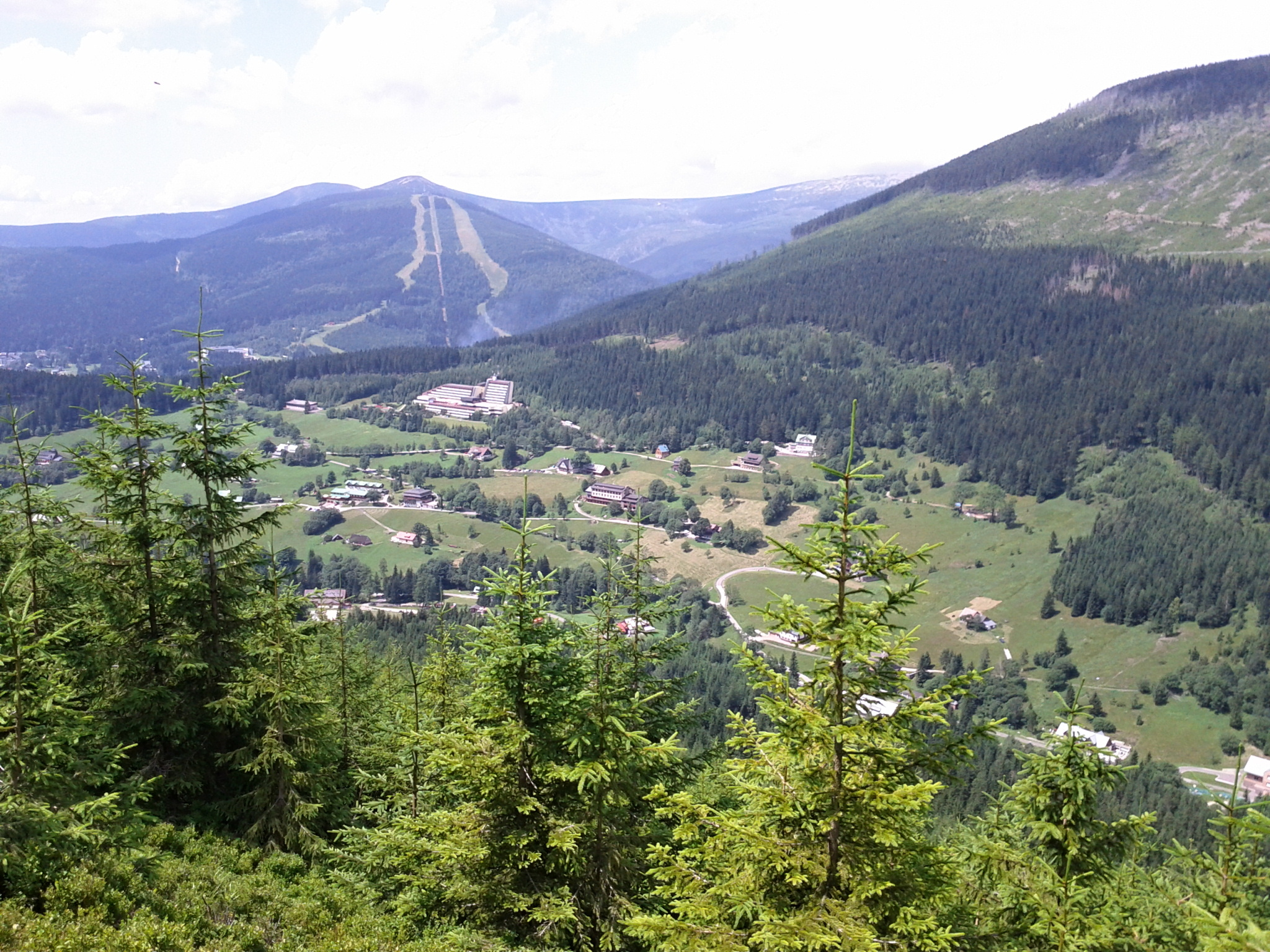
Blick ins Tal von Svatý Petr
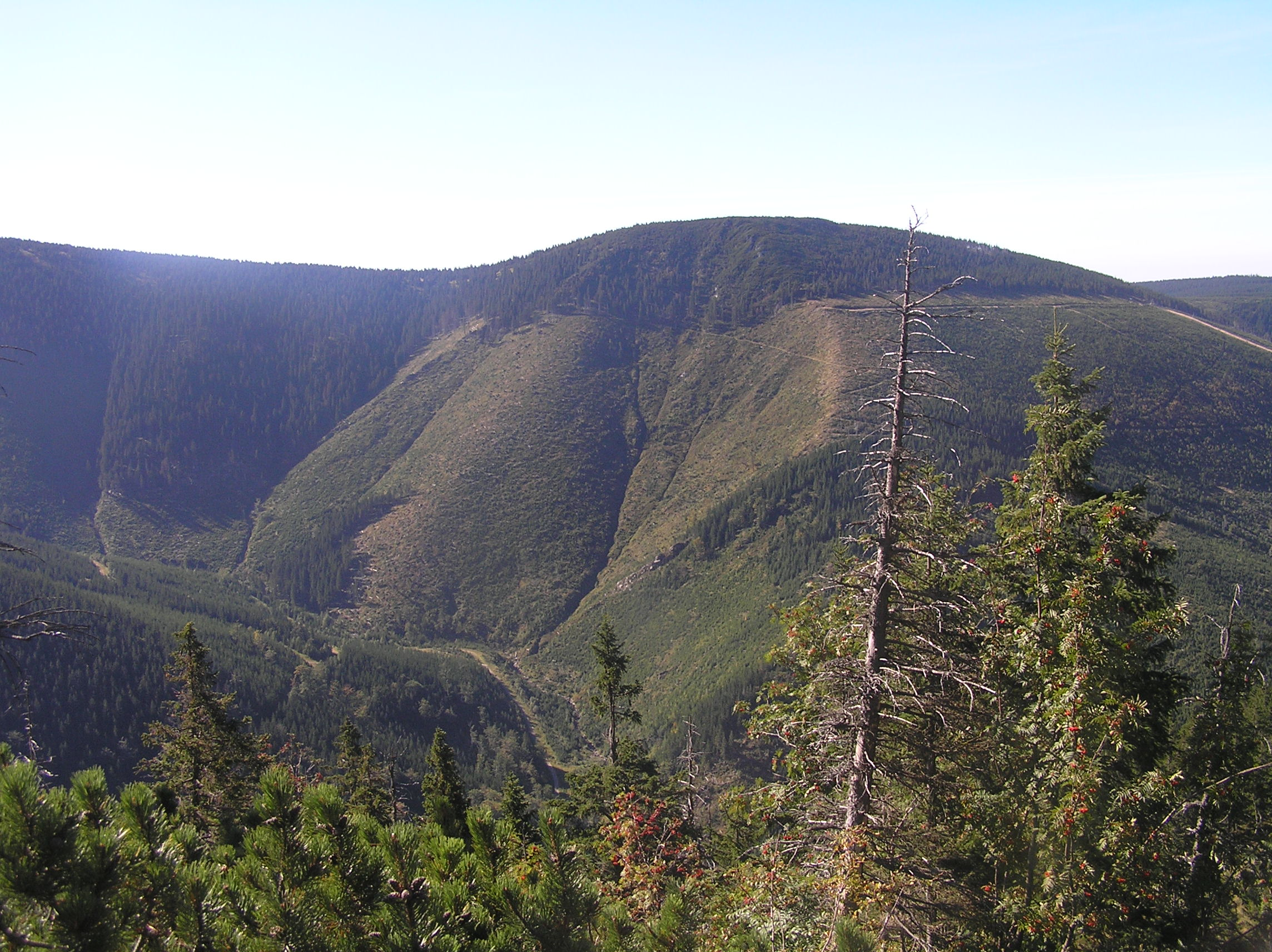
Der Berg Stoh über dem  Tal von Svatý Petr
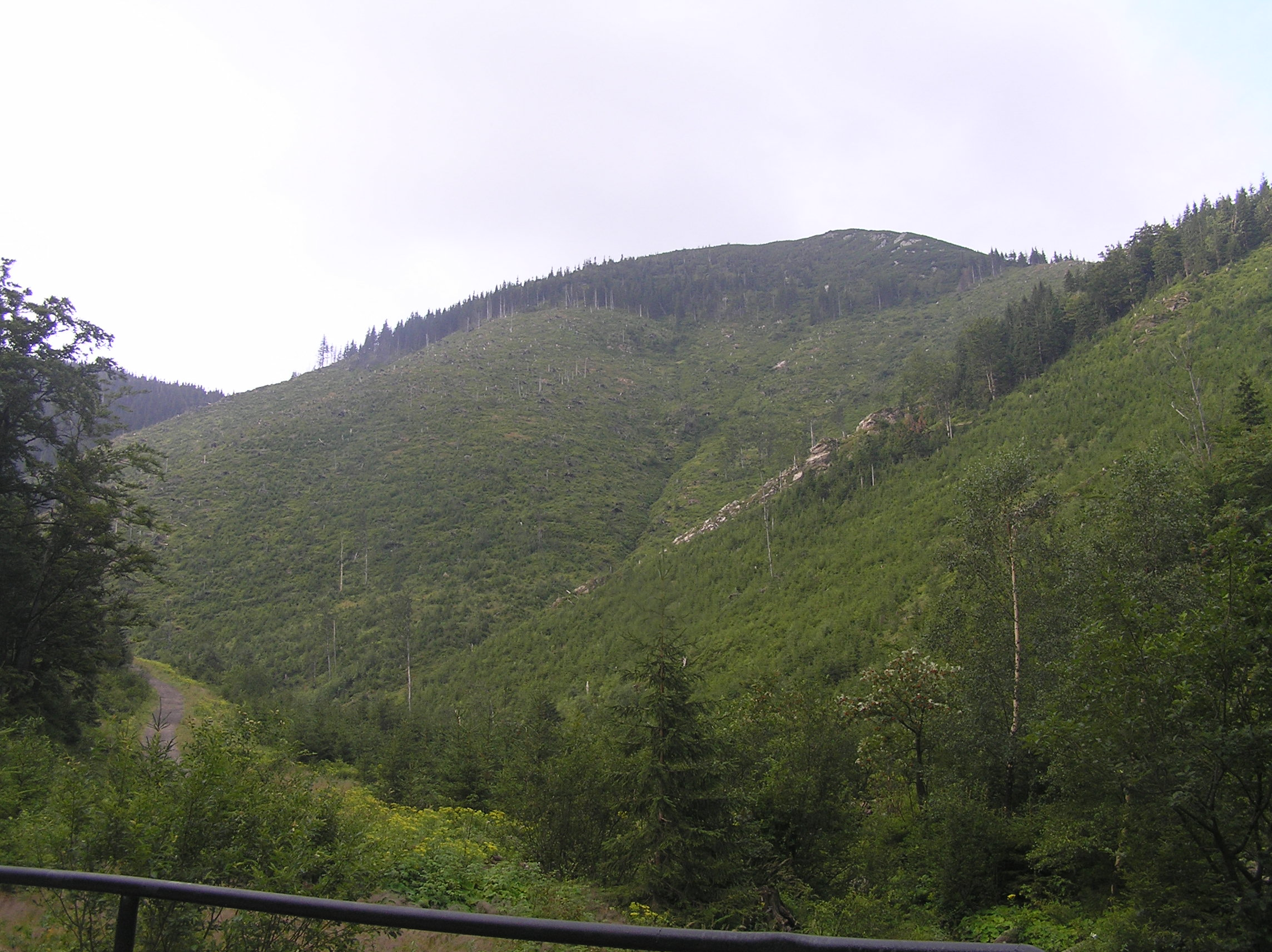
Dlouhý důl mit dem Stoh im Hintergrund
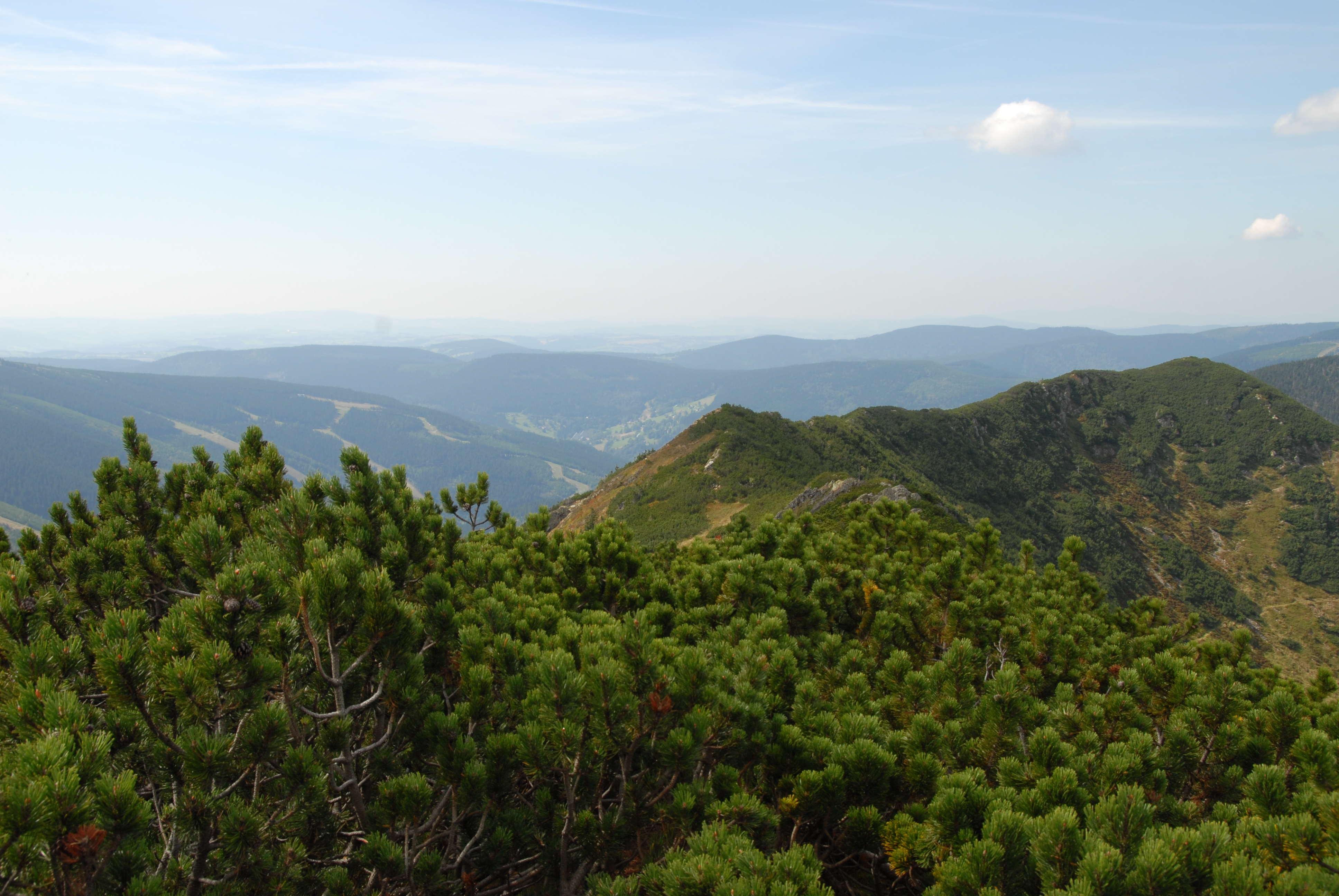
Der Ziegenrücken
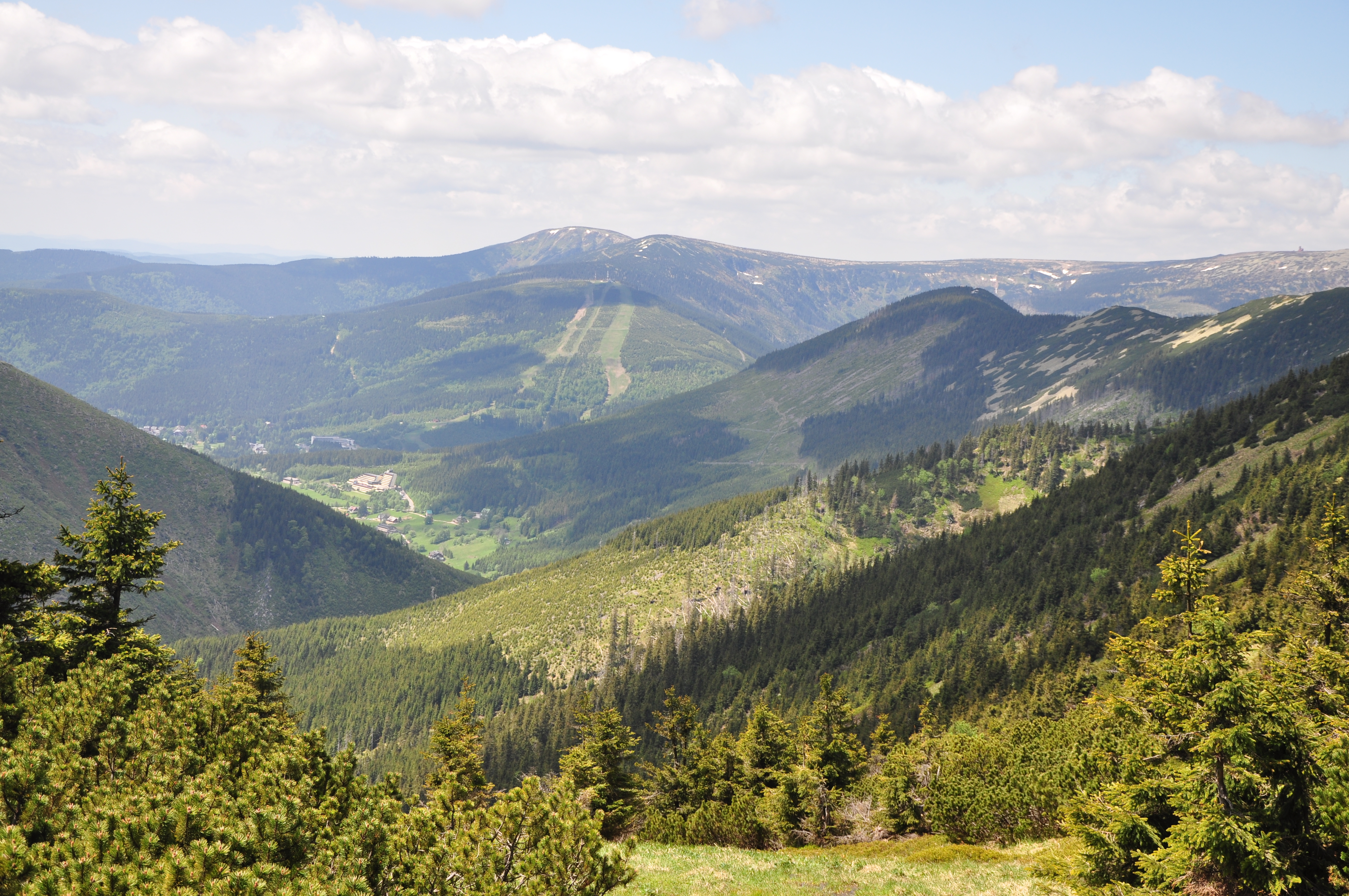
Aussicht von der Chata Výrovka auf  Spindlermühle
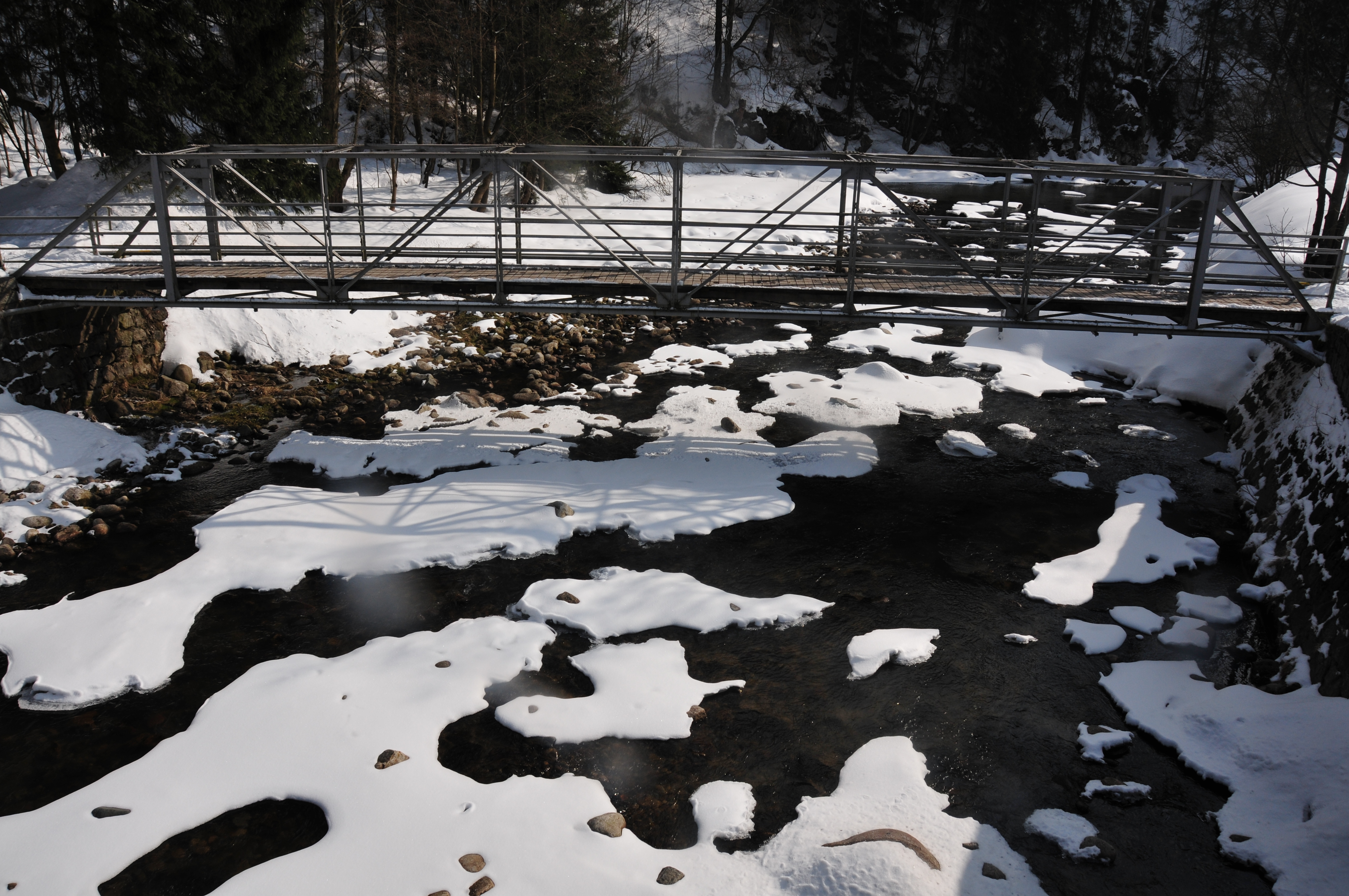
Mündung in die Elbe (im Hintergrund)